# Економіка просочування

Економічна політика Рональда Рейгана, яка отримала назву "Рейганоміка", включала суттєві зниження податків і характеризувалася як просочувальна економіка. На цій світлині Рейган викладає свій план Закону про податок на відновлення економіки 1981 року в Овальному кабінеті у телевізійному зверненні в липні 1981 року.

Економіка просочування (англ. Trickle-down economics), яка також називається теорією просочування (англ. Trickle-down theory), також відома як "економіка поступового стимулювання", "ефект поступового стимулювання", "теорія просочування благ згори донизу" посилається на економічне припущення про те, що податки на підприємства та заможних у суспільстві повинні бути зменшені як засіб стимулювання інвестиції у бізнес у короткостроковій перспективі й цим будуть корисними суспільству взагалі. У новітній історії цей термін використовували критики політики економіки пропозиції (англ. Supply-side theory), такі як "Рейганоміка". У той час як загальна теорія економіки пропозиції сприяє зниженню податків загалом, теорія просочування більш конкретно орієнтована на податки на верхівку соціального спектру.

Термін "просочування" (англ. Trickle-down) походить з жарту гумориста Уілла Роджерса (Will Rogers) й сьогодні часто використовується для критики економічної політики, спрямованої на багатих і привілейованих, будучи поданою як сприятливою для пересічних громадян. Девід Стокман (David Stockman), який був директором з бюджету у адміністрації Рональда Рейгана й спочатку прибічником скорочення податків (Reagan's tax cuts), пізніше став критиком цього підходу, сказавши журналісту Уіяльму Грейдеру (William Greider),що економіка пропозиції є ідеєю просочування:
It's kind of hard to sell 'trickle down,' so the supply-side formula was the only way to get a tax policy that was really 'trickle down.' Supply-side is 'trickle-down' theory.— David Stockman, The Atlantic
 Політичні супротивники адміністрації Рейгана незабаром скористалися такими висловлюваннями, намагаючись показати адміністрацію Рейгана як таку, яка піклується лише про заможних. Деякі дослідження пропонують зв’язок між економікою просочування та уповільненням економічного зростання. Економіка просочування зазнала широкої критики, особливо з боку лівих (соціалістів та соціал-лібералів ) та поміркованих політиків та економістів, а також деяких правих (консервативних) політиків.
У дослідженні, опублікованому у «Журналі політичної економії» за 2019 рік було показано, що, всупереч теорії просочування, «позитивний зв’язок між скороченням податків та зростанням зайнятості значною мірою визначається зниженням податків для груп з нижчим рівнем доходу, зменшення податків для верхніх 10 відсотків має невеликий вплив на зростання зайнятості".

## Історія та використання
У 1896 р. Кандидат в президенти від Демократичної партії Вільям Дженнінгс Брайан описав цю концепцію, використовуючи метафору "витікання" ("leak") у своїй промові "Хрест золота") Cross of Gold speech:
"Є дві ідеї управління. Є ті, хто вважають, що якщо ви просто приймете законодавство, щоб додати заможності процвітаючим, їх процвітання просочиться ("leak through") на тих, хто нижче. Демократична ідея полягала в тому, що якщо ви приймете законодавство, щоб зробити процвітання народних мас, їх процвітання знайде свій шлях наверх через кожен клас, який спирається на нього " 

Гуморист Вілл Роджерс жартома порадив у колонці у 1932 році: 
 Ці вибори були програні чотири і шість років тому, не в цьому році. Вони [республіканці] не починали думати про старого простого хлопця до того моменту, як почали виборчий тур. Гроші були виділені на верхівку у сподіванні, що вони просочуватимуться до нужденних. Містер Гувер був інженером. Він знав, що вода стікає вниз. Помістіть її на верх і відпустіть, і вона дістанеться до найсухішого місця внизу. Але він не знав, що гроші просочуються нагору. Віддайте її людям внизу, і люди вгорі матимуть їх ще до вечора, як би там не було. Але це, принаймні, пройде через руки бідняків. Вони врятували великі банки, але маленькі вилетіли у трубу. 
 Вільям Дж. Беннет писав: 
 Гуморист Вілл Роджерс посилався на теорію, згідно з якою зниження податків для заможних та бізнесменів - це політика "просочування" - термін, якого дотримувалися впродовж багатьох років. 
 Письменник виступу президента Самуель Розенман написав: 
 Філософія, яка панувала у Вашингтоні з 1921 р., що метою уряду було забезпечити процвітання тим, хто жив і працював на вершині економічної піраміди, віруючи, що процвітання спуститься на дно копиці й принесе користь усім. 
Словник Мерріам-Вебстер зазначає, що перше відоме вживання "протікання" в якості прикметника "який стосується або працює за принципом теорії протікання", сталося у 1944 році  тоді як перше відоме вживання "теорії просочування" зафіксовано у 1954 р.
Після відставки президента демократ Ліндон Б. Джонсон стверджував, що " республіканці [...] просто не знають, як керувати економікою. Вони настільки зайняті оперуванням теорією просочування, яка дає найбільші послаблення найбагатшим корпораціям, що вся справа йде під три чорти." 
Хоча "просочування" часто згадується у відношенні доходу, його використовував економіст Артур Оукен для позначення потоку переваг інновацій, які не накопичуються повністю "великим підприємцям та винахідникам", а просочуються вниз до мас. Уточнюючи, економіст-нобеліант Вільям Нордхаус вважає, що новатори здатні забрати лише надзвичайно малих 2,2 відсотка загального надлишку від інновацій. На думку економіста-нобеліанта Пола Ромера, надлишок від інновацій може мати форму приросту реальної заробітної плати, яка розподіляється по всій економіці. Зокрема, економіст Вільям Баумол стверджує, що "основна частина безпрецедентного і широкомасштабного підвищення рівня життя в розвинених країнах світу з моменту промислової революції не могла відбутися без революції інновацій".
Виступаючи на засіданні сенату у 1992 році, сенатор Ханк Браун (штат Колорадо) сказав: "Пане президенте, теорія просочування, яка приписується Республіканській партії, ніколи не була сформульована президентом Рейганом і ніколи не була сформульована президентом Бушем і ніколи не захищалася жодним із них. Можна сперечатися, чи має сенс просочування, чи ні. Приписувати авторство людям, які захищають протилежне в політиці, це не тільки неточно, але й отруює дискусію щодо суспільних питань. " 
Економіст Томас Соуелл багато писав про економіку просочування й не сприймає такого її опису,  вважаючи, що економіка пропозиції ніколи не стверджувала, що вона працює "вниз". Скоріше, економічна теорія зниження граничних ставок податку працює у прямо протилежному напрямку: "Робітники завжди платять першими, а вже потім прибуток плине вгору - якщо взагалі".

## Критика
Економіст Джон Кеннет Гелбрейт  відмічав, що "економіка просочування" була відома у Сполучених Штатах у 1890-х під іменем "теорії коня і горобця" ("horse-and-sparrow theory"), пишучи: 
Містер Девід Стокман (David Stockman) сказав, що ця економіка пропозиції були лише прикриттям для підходу просочування благ донизу в економічній політиці — яку більш старше й менш елегантне покоління називало теорією коня і горобця: 'Якщо коня добре годувати вівсом, дещо випаде на дорогу для горобців.'
 Гелбрейт стверджував, що теорія коня і горобця є частково винною у Паніці 1896 р.

Під час змагань на президентських перегонах у 1980 р. проти Рональда Рейгана Джордж Буш висміяв економіку просочування, назвавши її "вуду-економікою". Під час виборчої президентської кампанії 1992 р. незалежний кандидат Росс Перот (Ross Perot) також згадав економіку просочування як "політичне вуду". In the same election during a presidential town hall debate, Bill Clinton said: 
What I want you to understand is the national debt is not the only cause of [declining economic conditions in America]. It is because America has not invested in its people. It is because we have not grown. It is because we've had 12 years of trickle-down economics. We've gone from first to twelfth in the world in wages. We've had four years where we’ve produced no private-sector jobs. Most people are working harder for less money than they were making 10 years ago.
 У Новій Зеландії член парламенту Лейбористської партії Демієн О'Коннор назвав економіку просочування,"сцянням багатих на бідних", розпочавши цим відео кампанії Лейбористської партії на виборах 2011 року.
Дослідження, проведене у 2012 році Мережею податкової справедливості, свідчить про те, що надбагатство надбагатих не просочується для покращення економіки, а натомість має тенденцію до накопичення та укриття у офшорних зонах, що негативно позначається на податковій базі внутрішньої економіки.

In 2013, Pope Francis referred to "trickle-down theories" in his apostolic exhortation Evangelii Gaudium with the following statement (No. 54): 
Some people continue to defend trickle-down theories which assume that economic growth, encouraged by a free market, will inevitably succeed in bringing about greater justice and inclusiveness in the world. This opinion, which has never been confirmed by the facts, expresses a crude and naïve trust in the goodness of those wielding economic power and in the sacralized workings of the prevailing economic system.
 Робота дослідників Міжнародного валютного фонду за 2015 рік стверджує, що ефекту просочування не існує, оскільки багаті стають багатшими: 
 [I] f, якщо частка доходів у топ-20 відсотків (багатих) зростає, тоді зростання ВВП фактично знижується в середньостроковій перспективі, що дозволяє припустити, що вигоди не просочуються. На відміну від цього, збільшення частки доходу нижчих 20 відсотків (бідних) пов’язане з більшим зростанням ВВП. 
 У доповіді 2015 року щодо політики економіста Павліни Р. Черневої описано невдачі збільшення економічних вигод багатих без відповідної участі робітників і середніх класів, посилаючись на проблематичну політику як "економіку просочування в стилі Рейгана" і "політичний режим просочування, керований фінансовим сектором ".
У дебатах з кандидатами в президенти 2016 року Гілларі Клінтон звинуватила Дональда Трампа у підтримці "найекстремальнішої" версії скорочувальної економіки у його податковому плані, назвавши це "козирянням просочуванням" ("trumped-up trickle-down") як каламбур на його ім'я.

## Дивитися також
- Економіка пропозиції
- Вашингтонський консенсус
- Кейнсіанська економіка
- Класична економічна теорія
- Крива Лаффера
- Неолібералізм
- Неокласична економіка
- Прогресивне оподаткування
- Рейганоміка
- Тетчеризм
- Чиказькі хлопці

## Подальше читання
- Aghion, Philippe; Bolton, Patrick (1997). A Theory of Trickle-Down Growth and Development. The Review of Economic Studies. The Review of Economic Studies Ltd. 64 (2): 151—72. doi:10.2307/2971707. JSTOR 2971707.
- Джеральд Марвін Мейєр, Джозеф Е. Стігліц (2001) Межі економіки розвитку: майбутнє в перспективі [Архівовано 31 жовтня 2020 у Wayback Machine.] с. 422.
- Карла Хофф та Джозеф Е. Стігліц (1998). Несприятливий відбір та інституційна адаптація - серія робочих книжок кафедри економіки / Університет Меріленда, Коледж Парк, кафедра економіки; немає. 98–102.
- Ренді П. Альбелда, Джун Лапід, Елейн Маккрат та Едвін Мелендес (1988). Шуби з норки не вгамують: економічна атака на жінок та людей кольору [Архівовано 24 вересня 2021 у Wayback Machine.]..

## Зовнішні посилання
- Джон Міллер. "Спадщина Рональда Рейгана" [Архівовано 14 листопада 2020 у Wayback Machine.].
- Frank, Robert (12 квітня 2007). In the Real World of Work and Wages, Trickle-Down Theories Don’t Hold Up. New York Times. Архів оригіналу за 12 листопада 2020. Процитовано 5 березня 2008.
- "Економіка, що виникла, - це найбільша обіцяна наша життя" [Архівовано 25 вересня 2019 у Wayback Machine.] (20 січня 2014 року). The Guardian.
- "Теорія" скрутнення "мертва неправильна" [Архівовано 3 вересня 2019 у Wayback Machine.] (15 червня 2015 року. ). CNNMoney.